# Brithodes
Brithodes là một chi bướm đêm thuộc họ Erebidae.